# Walden L. Ainsworth
Pour les articles homonymes, voir Ainsworth.
Walden Lee Ainsworth (10 novembre 1886 – 7 août 1960) a été un vice-amiral de la Marine des États-Unis, pendant la guerre du Pacifique.

## Biographie
Il est né en 1886 à Minneapolis au Minnesota. Il entre à l'Académie navale des États-Unis le 21 juin 1906 et est diplômé le 3 juin 1910. De 1912 à 1914 reste deux ans sur le cuirassé Iowa. En 1914 il rejoint le cuirassé Florida et participe à l'Occupation américaine de Veracruz. En 1917 durant la Première Guerre mondiale il rejoint le transporteur America et en 1918 il rejoint le cuirassé Maryland.
De 1919 à 1921 il sert comme inspecteur des munitions à l'usine d'armure et de projectile de la Marine à Charleston. De 1921 à 1922 il commande le destroyer Marcus. En 1925 il devient officier d'artillerie au sein de la United States Pacific Fleet. De 1927 à 1928 il commande le Paul Jones. En 1931 il commande Idaho. De 1936 à 1938 il commande le Mississippi.
Durant la Seconde Guerre mondiale en 1940 il commande le 2e escadron de destroyers. En 1942 il commande tous les destroyers de la flotte du Pacifique. En 1943 il commande la force opérationnelle 67 au large de Guadalcanal. En 1943 il commande la Task Force 18 aux îles Salomon (pays). Elle participe à la Bataille du golfe de Kula et à la Bataille de Kolombangara.
Il se retire à Wonalancet au New Hampshire. Il est enterré au Cimetière national d'Arlington. Sa femme Katherine Gardner Ainsworth (1888-1973) est enterrée avec lui.